# Maria Baciu
Baciu Maria (n. 4 martie 1942, Cernești, Botoșani, România) este o poetă română. Membră a Uniunii Scriitorilor din România.

## Date biografice
Maria Baciu s-a născut la 4 martie 1942, în Cernești, com. Todireni, jud. Botoșani. 
Facultatea de Filologie a Universitatii "Al.I.Cuza" Iași, promoția 1966.
Intre anii 1966-1970 a fost  profesoară de limba și literatura româna la Liceul Teoretic din Trușești și la Școala Normală "N.Iorga" din Botoșani (din 1970), remarcându-se printr-o activitate didactică deosebită.
Profesoară de limba și literatura română la Liceul Pedagogic din Botoșani.
Redactor șef al revistei pentru copii "Sotron" și al revistei pentru adolescenți "Pardon!".
În 1980 înființează Cenaclul literar "M. Eminescu", în 1983 editează publicația "Educatorul", iar între anii 1994 - 1996 revista pentru copii "Sotron", inițiative încununate cu succes.
Paralel cu activitatea de la catedră și cea editorială, publică versuri, articole literare și recenzii în diverse ziare și reviste ca: Clopotul, Gazeta de Botoșani, Caiete botoșenene, Hyperion, Colloquium, Cronica, Convorbiri literare, Luceafarul, Ateneu, România literară, Învățătorul, Lumina lină ș.a.
A scris poezie, proză pentru copii, carte de metodică pentru uz școlar, teatru pentru copii. Este o scriitoare botoșăneană.

## Debut
- editorial, în 1985 cu ciclul "Cercuri" din volumul colectiv "Soldații - 5 poeți", Iași, Junimea.

## Apariții editoriale
- Frumoasa din prăpastie, Editura Dacia 1980. Roman
- "Oglinzi", versuri, Iași, Junimea, 1988.
- "Buna dimineata, Puf", poezii pentru copii, Botoșani, Inspectoratul Scolar al jud. Botoșani, 1994.
- "Cartea cu semnele rupte", poezii, Botoșani, Eldos, 1995.
- "Daruri de Crăciun", poezii pentru copii, Iași, Fides, 1996.
- "Lume îndrăzneață", Botoșani, Grafik Art, 1998.
- "Zodie cu...otrăvuri", Botoșani, Grafik Art, 1998.
- "Fetița cu buline", versuri, Timisoara, Ed.Augusta, 2000.

A colaborat pentru alcătuirea unei cărți pentru uz didactic "Scenarii și povestiri pentru grădiniță și clasele I-IV", Botoșani, Eldos, 1995.
Autoare a piesei de teatru pentru copii "Tigrisorul Pietrek", care se joacă începând cu anul 1995 pe scena Teatrului de păpuși "Vasilache", Botoșani, Grafik Art, 2000.
- "Vremea fragilor", poezii pentru copii, Augusta, Timișoara, 2000.
- "Vinovatul spectacol", poezii, Ed.Augusta, Timișoara, 2001.
- "Necuprinsele iubiri",poezii, Ed.Augusta, Timișoara, 2003.
- "Țara ionuților pozitivi", roman, Ed.Grafik-Art, Botoșani, 2003.
- "Neimblinzitele cercuri", Timisoara, Helicon.

## Premii
- Premiul Uniunii Scriitorilor pentru poezie la cea de a III-a ediție a Festivalului - concurs național de poezie și interpretare critică a operei eminesciene "Porni Luceafarul...", Botoșani, 1983.[3]